# Grüner See
El Grüner See (en español, «Lago Verde») es un lago cercano a Tragöß, en Estiria, Austria. Se encuentra rodeado por los bosques y montañas Hochschwab. El nombre de «Lago Verde» tiene su origen en el color de sus aguas, color verde esmeralda.
En el año 2006 fue declarado Reserva Natural n.º XIX por el gobierno de Estiria y, con sus 16 mil visitantes anuales ha ganado la clasificación del "lugar más hermoso" de la región.

## Geografía
El agua limpia y clara proviene de las montañas de piedra caliza y posee una temperatura de 6 a 7º centígrados. Durante el invierno, el lago sólo tiene de uno a dos metros de profundidad y sus alrededores son utilizados como parque del Distrito. Sin embargo, durante la primavera cuando la temperatura aumenta y la nieve se derrite, la cuenca se llena de agua y el lago alcanza su profundidad máxima de unos 12 metros desde mediados de mayo a junio, afirmándose que es su mejor momento. En el mes de julio, el agua comienza lentamente a retroceder.

## Flora y fauna
El lago es compatible con una variedad amplia de fauna como los caracoles, las pulgas de agua (Daphnia pulex), nécoras, larvas de mosca, y diferentes especies de truchas como el salmón. La flora no abunda debido al lecho rocoso en su fondo, además de tener una profundidad variable dependiente de los deshielos.

## Turismo
El lago es muy popular entre los buceadores, que se encuentran sobre todo en el mes de junio observando los verdes prados de la zona que rodea al lago y cuando el agua se encuentra en su punto más alto. Bajo el agua también se puede encontrar un puente y un banco para sentarse.

## Galería de imágenes

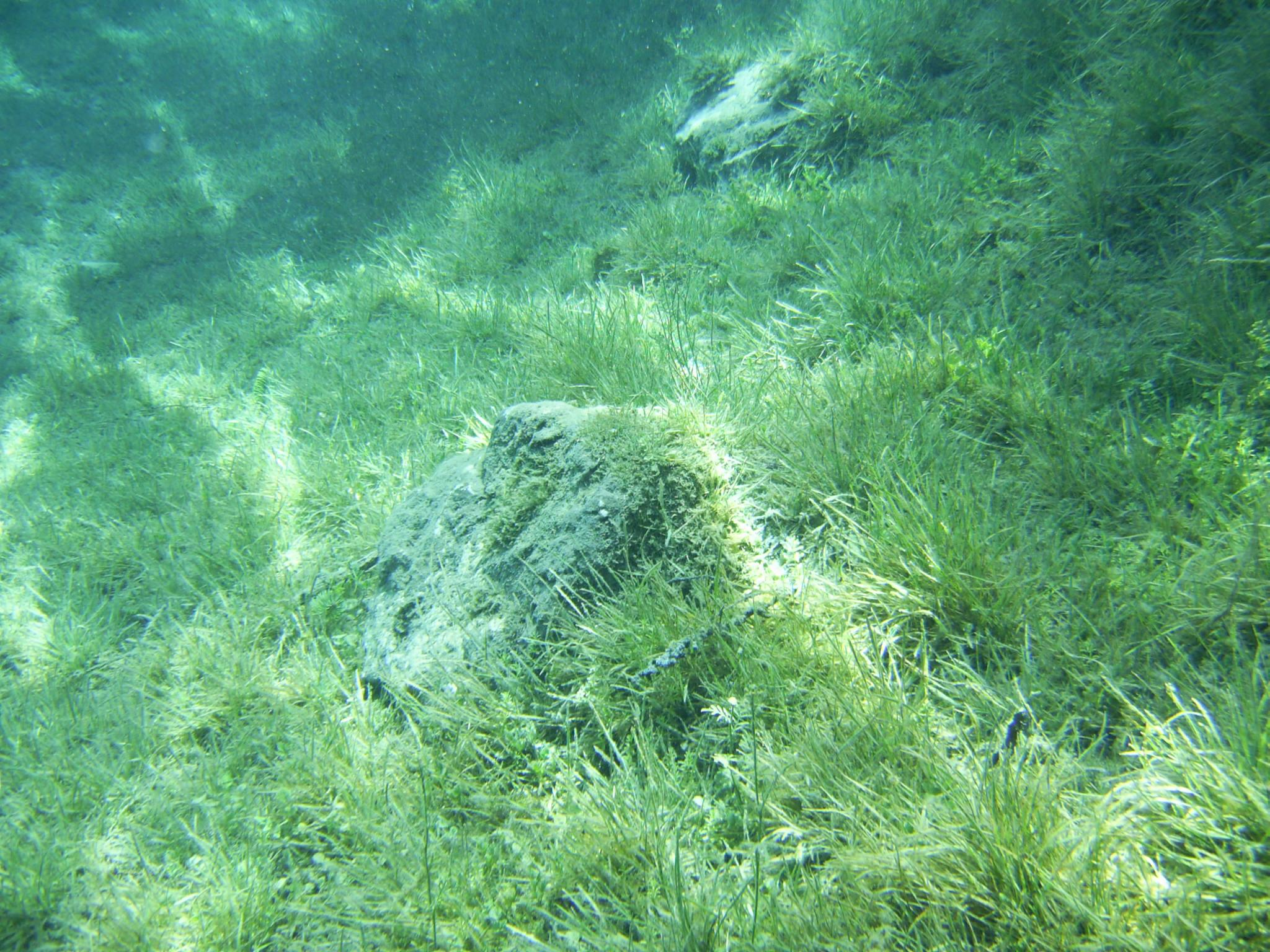
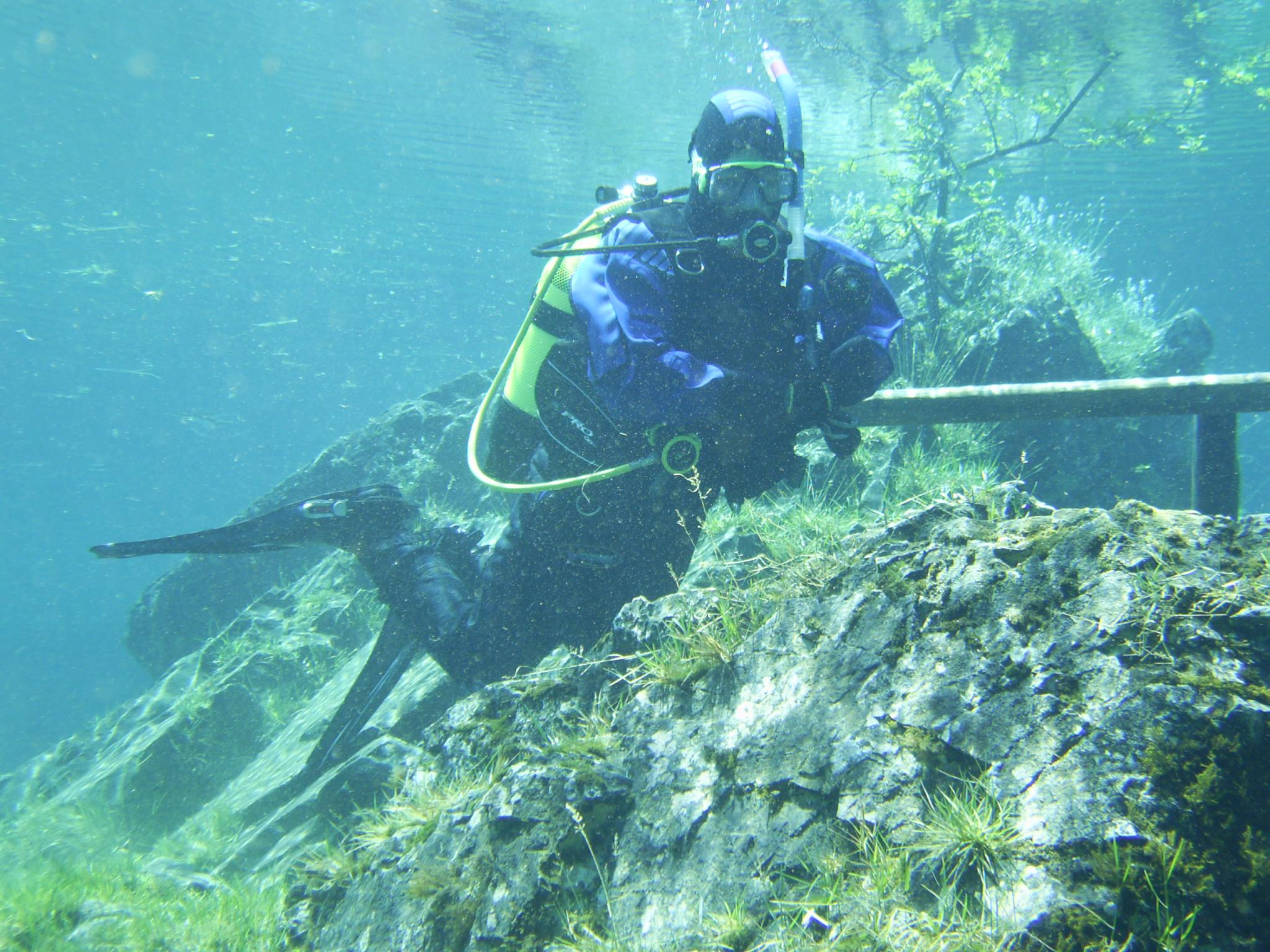
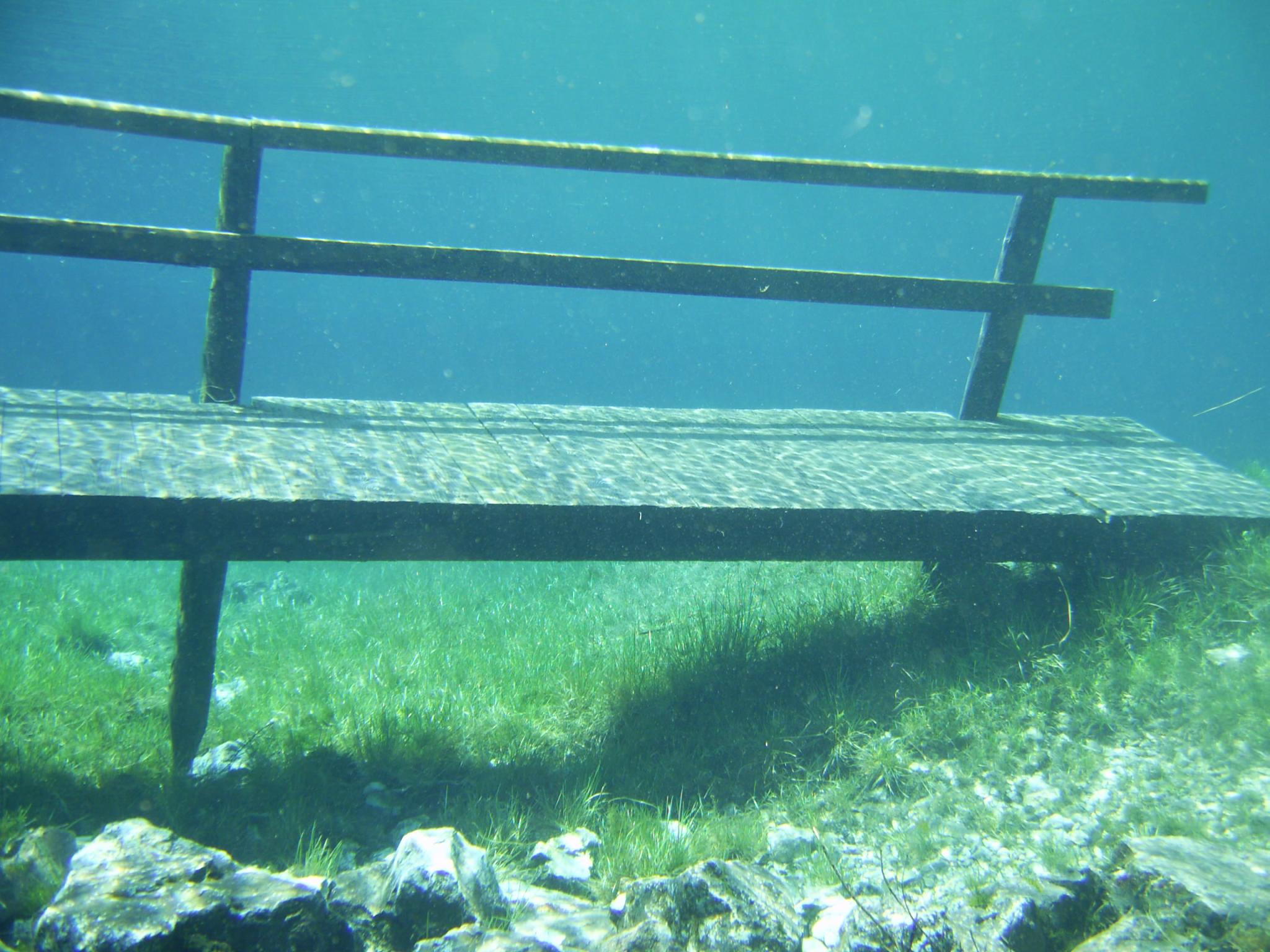
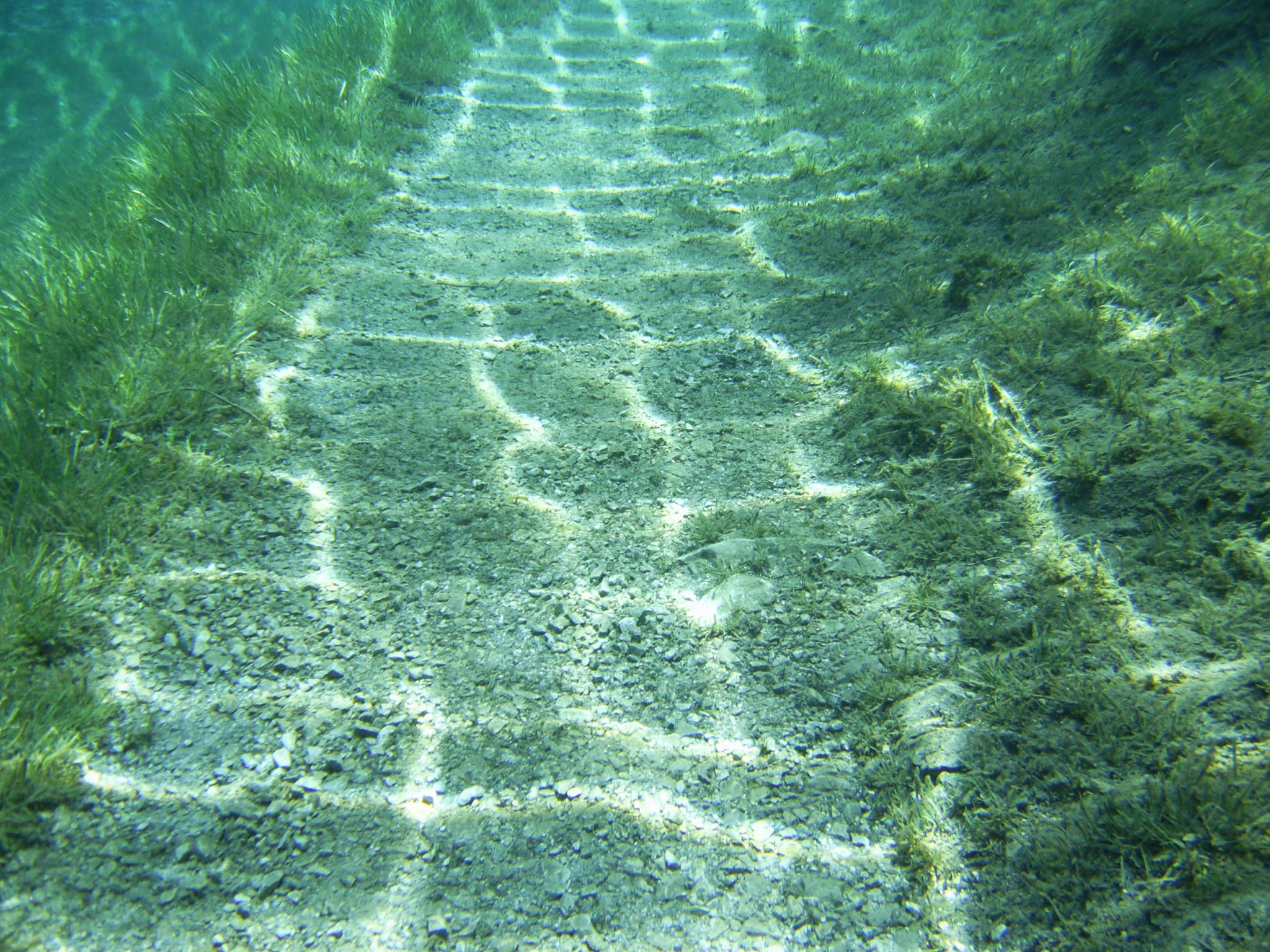